# فریدریش کلراوش
 فریدریش کلراوش (انگلیسی: Friedrich Kohlrausch؛ زاده ۱۴ اکتبر ۱۸۴۰ – درگذشته ۱۷ ژانویهٔ ۱۹۱۰) یک فیزیکدان آلمانی بود که ویژگی‌های رسانایی الکترولیت‌ها را بررسی کرد و به شناخت رفتار آنها کمک کرد.  او همچنین قابلیت کشسانی، ترموالاستیسیته، و رسانش گرمایی و همچنین اندازه‌گیری‌های دقیق مغناطیسی و الکتریکی را بررسی کرد.
امروزه فردریش کلراوش به عنوان یکی از مهمترین فیزیکدانان تجربی طبقه بندی می شود.  کارهای اولیه او به گسترش سیستم مطلق کارل فردریش گاوس و ویلهلم وبر کمک کرد تا واحدهای اندازه‌گیری الکتریکی و مغناطیسی را در بر گیرد.